# Jack Frost (film, 1997)
Jack Frost är en amerikansk skräckkomedifilm från 1997, regisserad av Michael Cooney. Filmen är känd för sin absurda premiss och låga budget, vilket har gett den en kultstatus bland fans av B-skräckfilmer. Filmen hade sin premiär på hemvideo och visades aldrig på bio. Michael Cooney skrev även manus tillsammans med Jeremy Paige, och Scott MacDonald spelar huvudrollen som Jack Frost, en seriemördare som förvandlas till en ondskefull snögubbe

## Handling
Historien kretsar kring den dömde seriemördaren Jack Frost, som under en olycka på väg till sin avrättning förvandlas till en levande snögubbe genom exponering för en genetisk kemikalie. Snögubben börjar sedan terrorisera en liten stad under jultiden, vilket leder till ett antal mörka och komiska mord. Invånarna tvingas använda kreativa metoder för att stoppa snögubbens våldsamma framfart 